# Univers paral·lel
Els universos paral·lels són una concepció mental, en la qual entren en joc l'existència de diversos universos o realitats més o menys independents. El desenvolupament de la física quàntica, i la recerca d'una teoria unificada (teoria quàntica de la gravetat), conjuntament amb el desenvolupament de la teoria de cordes, han fet entreveure la possibilitat de l'existència de múltiples dimensions i universos paral·lels.

## Universos paral·lels en física
Sovint es fa servir erròniament el terme dimensió com a sinònim d'univers paral·lel; per exemple, la dimensió desconeguda.

### Teoria dels universos múltiples d'Everett
Una de les versions científiques més curioses que recorren als universos paral·lels és la interpretació dels universos múltiples de Hugh Everett. L'esmentada teoria apareix dins de la mecànica quàntica com una possible solució al problema de la mesura. Everett va descriure la seva interpretació més aviat com una meta teòrica. Des d'un punt de vista lògic, la construcció d'Everett evadeix molts dels problemes associats a altres interpretacions més convencionals de la mecànica quàntica; tanmateix, en l'estat actual de coneixement, no hi ha una base empírica sòlida a favor d'aquesta interpretació.
El problema de la mesura és un dels principals "fronts filosòfics" que obre la mecànica quàntica. Si bé la mecànica quàntica ha estat la teoria física més precisa fins al moment, permetent fer càlculs teòrics relacionats amb processos naturals que donen 20 decimals correctes i ha proporcionat una gran quantitat d'aplicacions pràctiques (centrals nuclears, rellotges d'altíssima precisió, ordinadors), hi ha certs punts difícils en la interpretació d'alguns dels seus resultats i fonaments (el premi Nobel Richard Feynman va arribar a fer broma dient "crec que ningú no entén veritablement la mecànica quàntica").
El problema de la mesura es pot descriure informalment de la següent manera:
d'acord amb la mecànica quàntica, un sistema físic, ja sigui un conjunt d'electrons orbitant en un àtom o un conjunt de polítics decidint la següent guerra planetària, queda descrit per una funció d'ona. L'esmentada funció d'ona és un objecte matemàtic que, suposadament, descriu la màxima informació possible que conté un estat pur. Si algú extern al sistema o dins d'aquest observés o tractés de veure com està el sistema, la mecànica quàntica ens diria que l'estat del sistema evoluciona determinísticament. És a dir, es podria predir perfectament cap a on anirà el sistema.
La funció d'ona ens informa de quins són els resultats possibles i les seves probabilitats relatives, però no ens diu quin resultat concret s'obtindrà quan un observador tracti efectivament de mesurar el sistema o esbrinar-ne quelcom. De fet, la mesura sobre un sistema és un valor aleatori entre els possibles resultats.
Això planteja un problema seriós: si les persones i els científics o observadors són també objectes físics com qualsevol altre, hauria d'haver de predir alguna forma determinista com després d'ajuntar el sistema en estudi amb l'aparell de mesura, finalment arribem a un resultat determinista.
Però el postulat que un mesurament destrueix la "coherència" d'un estat no observador i inevitablement després la mesura es queda en un estat de barreja aleatori, sembla que només ens deixa tres eixides:
- (A) o bé renunciem a entendre el procés de descoherència pel qual un sistema passa de tenir un estat pur que evoluciona deterministament a tenir un estat barreja o "incoherent";
- (B) o bé admetem que existeixen uns objectes no físics anomenats consciència que no estan subjectes a les lleis de la mecànica quàntica i que ens resolen el problema.
- (C) O tractem de proposar una teoria que expliqui el procés de mesurament, i no siguin així els mesuraments qui determinin la teoria. Diferents físics han pres diferents solucions a aquest "trilema":
- Niels Bohr, que va proposar un model inicial d'àtom que va acabar donant lloc a la mecànica quàntica i va ser considerat durant molt temps un dels defensors de la interpretació ortodoxa de Copenhaguen', s'inclinaria per (A).
- John Von Neumann, el matemàtic que va crear el formalisme matemàtic de la mecànica quàntica i que va aportar grans idees a la teoria quàntica, s'inclinava per (B). La interpretació de Hugh Everett és un dels plantejaments que aposta pel tipus (C).

La proposta d'Everett és que cada mesura "desdobla" el nostre univers en una sèrie de possibilitats (o potser existien ja els universos paral·lels mútuament inobservables i en cada un d'aquests es dona una realització diferent dels possibles resultats de la mesura). La idea i el formalisme d'Everett és perfectament lògic i coherent, encara que alguns punts sobre com interpretar certs aspectes, en particular com s'aconsegueix la inobservabilitat o coordinació entre si d'aquests universos perquè en cada un succeeixi una cosa lleugerament diferent. Però fora d'això és una explicació lògicament coherent i possible, que inicialment no va despertar gaire entusiasme senzillament perquè no és clar que sigui una possibilitat falsable.
Tanmateix, en una enquesta recent sobre l'''IMM'', duta a terme per l'investigador de ciències polítiques L. David Raub, que va entrevistar setanta-dos destacats especialistes en cosmologia i teòrics quàntics, es plantejava en una de les seves preguntes aquestes alternatives:
Sí, crec que l'IMM és correcta. Potser l'IMM sigui correcta, però encara no n'estic convençut o tinc una opinió ni a favor ni en contra.
Els resultats de l'enquesta van ser: (1) 58%, (2) 18%, (3) 13%, (4) 11%. Entre els especialistes que es van inclinar per (1) estaven Stephen Hawking, Richard Feynman o Murray Gell-Mann, entre els que es van decantar per (2) estava Roger Penrose. Encara que Hawking i Gell-Mann han explicat la seva posició, Hawking afirma en una carta a Raub que: «el nom dels mons múltiples és inadequat, però la teoria, en essència, és correcta» (tant Hawking com Gell-Mann anomenen l'''IMM'', interpretació d'històries múltiples). Posteriorment, Hawking ha arribat a dir que l'''IMM'' és trivialment verdadera en cert sentit. D'altra banda, Gell-Man, en una ressenya d'un article del físic nord-americà Bruce DeWitt, un dels principals defensors de l'''IMM'', es va mostrar bàsicament d'acord amb Hawking: «...a part de l'ús desencertat del llenguatge, els desenvolupaments físics d'Everett són correctes, encara que una mica incomplets». Altres físics destacats com Steven Weinberg o John A. Wheeler s'inclinen per la correcció d'aquesta interpretació. Tanmateix, el suport d'importants físics a l'''IMM'' reflecteix només la direcció que està prenent la investigació i les perspectives actuals, però en si mateix no constitueix cap argument científic addicional en favor de la teoria.

### Forats blancs i univers de Reissner-Nordström

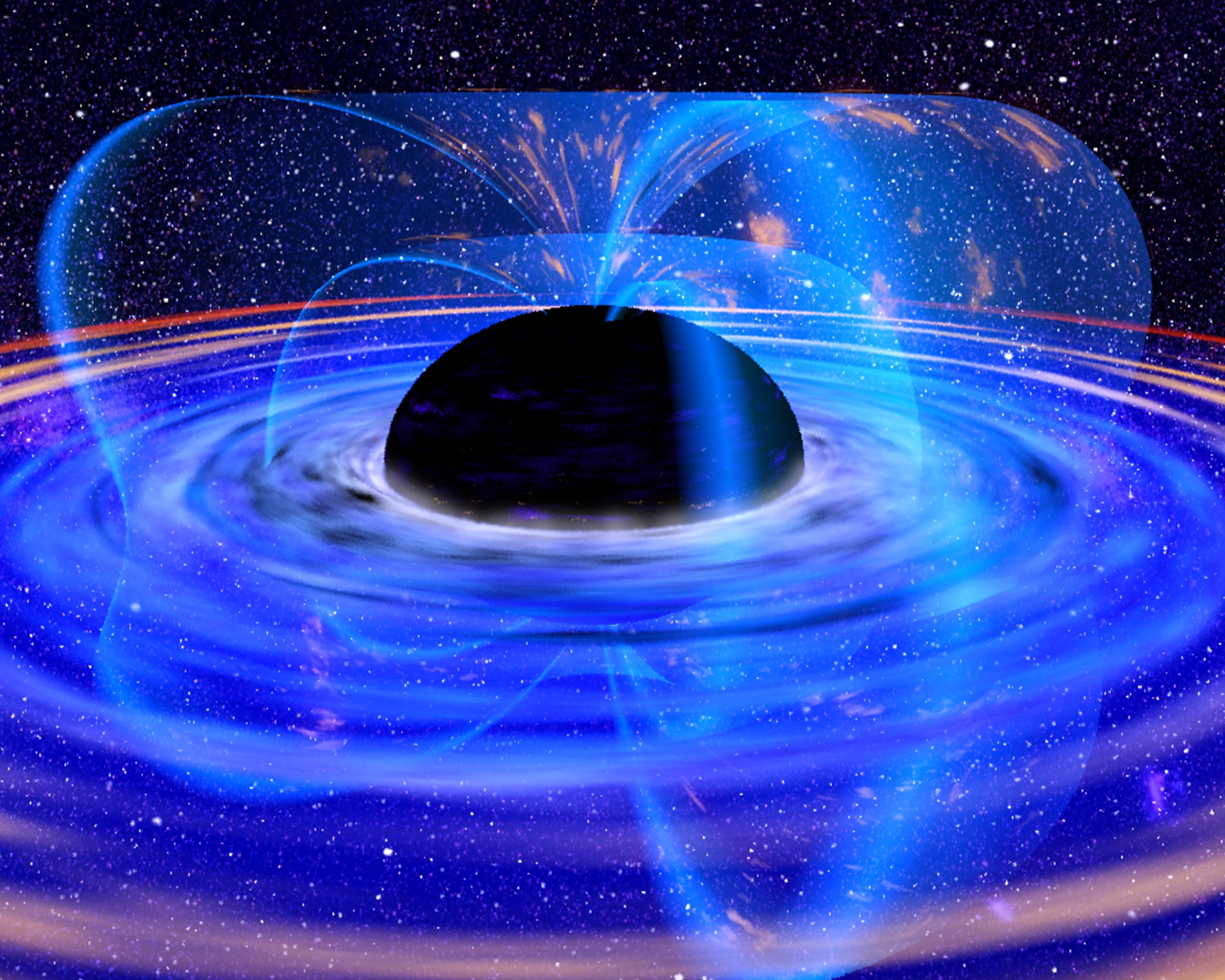
Visió d'un artista d'un forat negre amb disc d'acreció

S'ha apuntat que algunes solucions exactes de les equacions del camp d'Einstein poden estendre's per continuació analítica més enllà de les singularitats, donant lloc a universos miralls del nostre. Així, la solució de Schwarzschild per a un univers amb simetria esfèrica en el qual l'estrella central ha col·lapsat comprimint-se per sota de seu radi de Schwarzschild podria ser continuada analíticament amb una solució de forat blanc (un forat blanc de Schwarzchild es comporta com la reversió temporal d'un forat negre de Schwarzschild).
Una possibilitat igualment interessant és la solució del forat negre de Reissner-Nordstrom, que pot ser continuada analíticament a través d'una singularitat espacial evitable per un viatger. La solució completa descriu dos universos asimptòmaticament plans units per una zona de forat negre.

## Universos paral·lels en la ficció
Referent a la literatura de ciència-ficció, els universos paral·lels apareixen de vegades en relació amb els viatges en el temps. Així, certs llibres i pel·lícules plantegen que en viatjar en el temps a un punt del passat i tornar després al present s'arriba no a l'univers original, sinó més aviat a un univers paral·lel molt similar al del present, però no del tot igual.
Aquesta situació és una possible solució per salvar el principi de causalitat i sense que aparegui la paradoxa del viatge en el temps. Aquest tipus de paradoxa és el tipus de situació que es presentaria si un viatger en el temps pogués anar al passat, i assassinés el seu avi, aquest viatger no naixeria i en no néixer, no seria possible que aquest subjecte hagi viatjat en el temps. Tanmateix, en una realitat alterna o univers paral·lel, el viatger podria interaccionar amb el seu "avi" i fins i tot fer-lo desaparèixer, i el viatger continuaria existint, ja que va canviar una realitat diferent a la seva, de la qual va partir originalment. Una conseqüència d'aquests viatges seria que per a l'individu viatger no seria possible tornar a la realitat de la qual va partir inicialment.

### En els videojocs
- En la franquícia de videojocs de The Legend of Zelda, existeixen diversos universos paral·lels:

El més important, i el que gairebé surt en tots el jocs, és el Sacred Realm, el paredar exacte de la Triforce, un artefacte totpoderós que dona poder, saviesa i coratge il·limitat en noms de les Goodness creadores de l'univers Zelda. Un lloc on el cel és daurat, un paradís tret d'un conte de fades... un lloc tan veritable com per proclamar-se com el paradís de les Goodness. La versió corrompuda del Sacred Realm pel King of Evil, que en un principi fou mortal però aconseguí part del poder de la Triforce i es convertí pràcticament en un déu, Ganon, o Ganondorf, l'antagonista principal del jocs, s'apoderà del Sacred Realm i el convertí en un lloc de maldat, el Dark World, en els fets d'A Link to the Past i Ocarina of Time. El Dark World és l'univers més malvat i corrupte de tots, en què el malvats hi són empresonats, com Ganon, i no poden tornar mai més a casa. En aquest univers, Link, el protagonista de la saga, es transformà en conill rosat. Respectivament, tant el Sacred Realm com el Dark World hi foren introduïts el 1991.
Una altra dimensió, introduïda l'any 2000, fou Termina: un univers paral·lel d'Hyrule mateix. En aquesta dimensió dominada per la maldat i el terror de la Moon, controlada per la malvada Majora's Mask, l'antagonista de Majora’s Mask, els seus habitants veuen impotents com el seu final s'acosta lentament. Un univers on tots els habitants són les ombres o reflexos dels habitants d'Hyrule, el seu univers germà. El penúltim univers presentat en la saga, el Twilight Realm, de Twilight Princess, l'any 2006, és un lloc on en un principi regnà la maldat, després la pau, i després la maldat de nou. Mai arriba la llum del Sol i sembla estar sumit en un vespre etern. En aquest univers, en Link es transformà en llop. En els fets de Twilight Princess, un malvats fetillers foren tancats en aquest univers, poblant-lo. Molts anys després, un usurpador de la corona del Twilight Realm, Zant, amb l'ajut de Ganondorf, maquina fusionar els universos d'Hyrule i el Twilight Realm.
L'últim univers paral·lel és l'Ocean King’s Sea, on aquest, l'Ocean King, el King of the Sea d'aquest l'univers vivia tranquil·lament amb els seus súbdits, fins que Bellum, un malvat esperit, s'apoderà del seu poder. Per connectar els dos mons de l'Hyrule submergit i el de l'Ocean King’s Sea, Bellum envia un vaixell fantasma per tancar la gent en aquest i per obrir un forat entre els dos universos.
- En la sèrie Pokémon existeixen diversos universos paral·lels ficticis:

El primer fou introduït en la pel·lícula Pokémon 3: The Movie, Spell of Unown, en què els antagonistes de la pel·lícula, els místics Pokémon Unown habiten en el seu propi univers paral·lel del respectiu univers primari, el Pokémon World. Aquesta dimensió és on habiten els Pokémon llegendaris Dialga i Palkia, més tard revelat en Pokémon: The Rise of Darkrai. S'anomena aquesta dimensió de l'anime (i no dels videojocs), perquè podrien ser les dimensiones reals dels videojocs on moren Dialga i Palkia -és vist en Pokémon Diamond and Pearl, que el malvat Boss del Team Galactic, Cyrus, invoca Dialga i Palkia i els fa vindre d'un altra dimensió- juntament amb els Unown. Aquesta dimensió debutà i fou vista l'any 2001. Arceus, el Pokémon Déu llegendari, prové de la Dimensió del Principi, on segons la llegenda de la creació, el Pokémon llegendari i Déu en persona crearen l'univers sencer juntament amb les altres dimensions i mons paral·lels. La dimensió és vista i acessible en Pokémon Diamond and Pearl l'any 2007. Per poder arribar-hi, s'ha de posseir la Flauta Atzur, i tocar-la en la Columna Llança del mont Corona. Allà, en un símbol de la flauta, s'ha de tocar per accionar unes escales que et duran a la Dimensió del Principi, juntament amb Arceus, per lluitar contra ell i intentar capturar-lo.